# جودبراندسدالسلوجين
جودبراندسدالسلوجين (أو ببساطة Lågen) هو نهر يتدفق عبر وادي جودبراندسدال في مقاطعة إينلاندت، النرويج. 204 كيلومتر (127 ميل) يمر نهر طويل عبر واد كبير في شرق النرويج قبل أن يصب في ميوسا، أكبر بحيرة في النرويج. يتدفق النهر عبر بلديات Lesja و Dovre و Sel و Nord-Fron و Sør-Fron و Ringebu و Øyer وليلهامر.

## مجرى مائي(قناة)

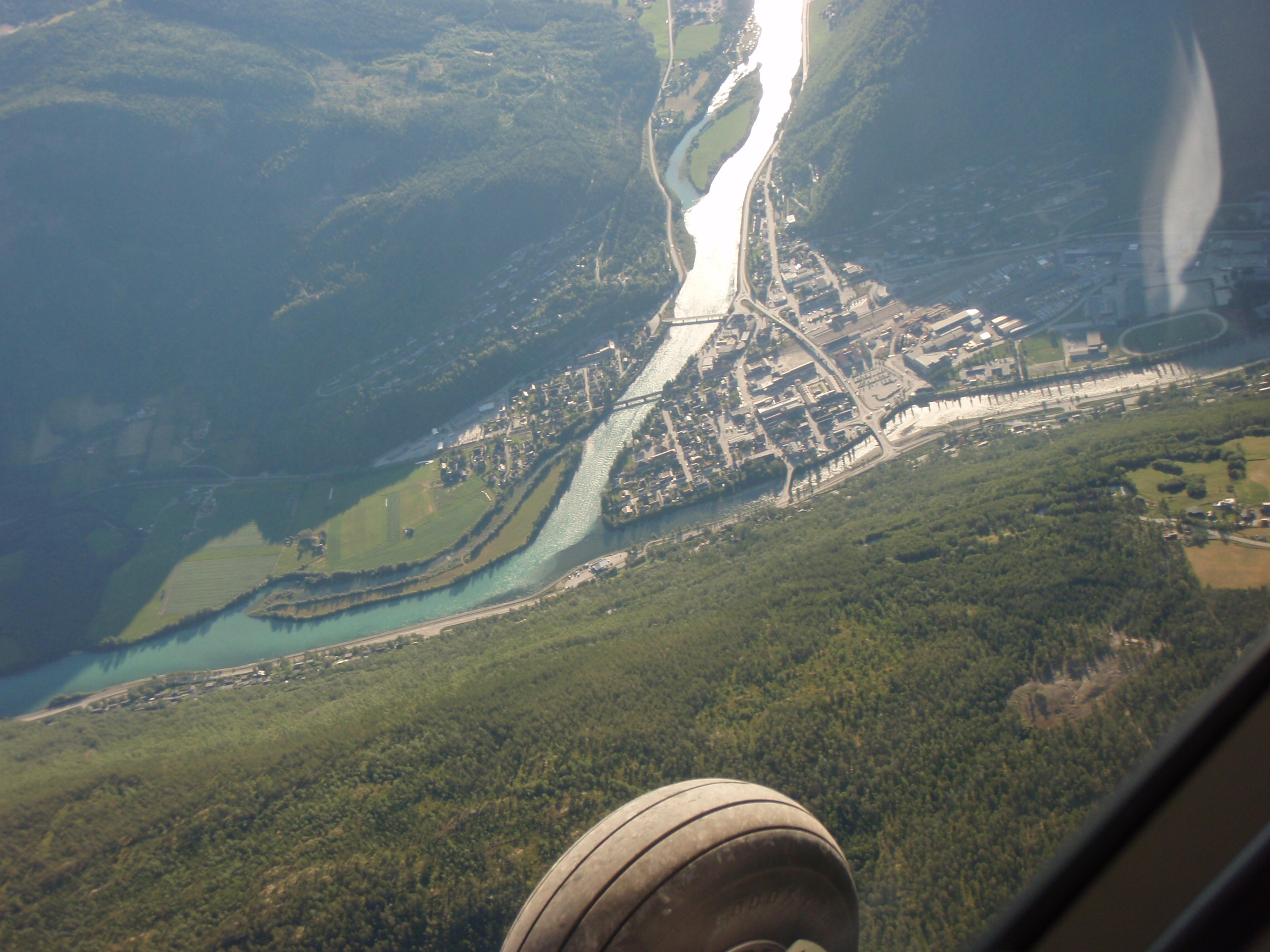
التقاء نهر أوتا (يدخل من الأعلى) ولوجن (يدخل من اليمين). يتميز نهر أوتا بمظهر حليبي-فيروزي من طحين الصخور من الأنهار الجليدية في أعلى المنبع، مثل جوتنهايمين.

يبدأ جودبراندسدالسلوجين في بحيرة Lesjaskogsvatnet (أو ليسجافاتن)، التي تقع في بلدية Lesja في الجزء الشمالي الأقصى من المحافظة. ليسجافاتنهي البحيرة الوحيدة في النرويج التي لها منفذين، وكلاهما يتدفق إلى اثنين من أكثر أنهار النرويج شهرة. في الجنوب الشرقي في قرية ليسجافيرك، تُعد البحيرة بمثابة منابع لـ جودبراندسدالسلوجين، بينما في الشمال الغربي في قرية Lesjaskog، تعتبر ليسجافاتنمنابع نهر Rauma الذي يتجه إلى الغرب.
يتدفق نهر جودبراندسدالسلوجين عبر وادي جودبراندسدال. تشمل الروافد الغربية لنهر جودبراندسدالسلوجين نهر Gausa الذي يتدفق عبر وادي Gausdal ونهر Otta الذي يتدفق عبر وادي Ottadalen ونهر Vinstra المتدفق عبر Vinstradalen ونهر Sjoa المتدفق عبر وادي Heidal . الأنهار الشرقية، Jora، Ula، Frya، Tromsa، ميسنا أقصر وتنخفض بشكل حاد من مرتفعات جبال روندان. على الرغم من الهدوء نسبيًا لمسافات طويلة من 204 كيلومتر (127 ميل)، يسقط جودبراندسدالسلوجين بسرعة عبر Rosten Gorge في بلدية Sel.
يتسع النهر بين بلديات Ringebu و Øyer ويخلق ما يسمى ب «بحيرة النهر» Losna).
ينتهي جودبراندسدالسلوجين في بحيرة Mjøsa في بلدة Lillehammer . إنه أكبر نهر يتدفق إلى هذه البحيرة. البحيرة التي تصب في نهر فورما القصير والتي تتدفق بدورها إلى نهر جلوما في نيس.

## الفيضانات
تصل الأنهار النرويجية إلى ذروتها في الربيع عندما يذوب الثلج. جودبراندسدالسلوجين، يستنزف المرتفعات ويتغذى بشكل أساسي من الأنهار الجليدية، وعادة ما يصل إلى قمم متأخرة عن نهر جلوما، الذي يستنزف الوديان الشرقية. في العام النادر عندما يصل كلاهما ذروته في نفس الوقت، يكون التقاءهما في نيس موقعًا لفيضانات كبيرة. نتج عن القمة المتزامنة الأكثر شهرة لنهري جودبراندسدالسلوجين و Glomma الفيضان الذي حدث في 20-23 يوليو 1789، مع وجود قمم تزيد عن 50 قدم (15 م) فوق متوسط مستوى الماء. في بحيرة أويرين الواقعة وراء نيس، كانت هناك أضرار جسيمة، بما في ذلك 68 ضحية.

## علم أصول الكلمات
Lågen هو الشكل المحدود من låg (اللغة (بالإسكندنافية القديمة: lǫgr)‏) والتي تعني «الماء» أو «النهر». المعنى هو «النهر» فقط، ويجب أن يكون هذا المصطلح قد حل محل الاسم القديم الذي أصبح الآن منسيًا وغير معروف. كلمة lågen شائعة إلى حد ما في اللغة النرويجية كلاحقة تعني نهر. غالبًا ما يكون الجزء الأول من اسم النهر هو اسم الوادي الذي يقع فيه النهر (وادي جودبراندسدال في هذه الحالة). من أمثلة هذا الاستخدام جودبراندسدالسلوجين و Numedalslågen و Suldalslågen . 
يتم تربية سمك السلمون المرقط Hunder في شلال Hunderfossen على نهر جودبراندسدالسلوجين، على ارتفاع 280 متر (920 قدم) سد محطة كهرباء طويلة. بجانب السد، يوجد مركز معارض خارجي لتراوت سمك السلمون المرقط. يوجد مفرخ في الضفة الغربية. وتنتج 20000 سمك السلمون المرقط كل عام وتطلقها في النهر للتعويض عن فقد الأسماك ومناطق التفريخ عند إنشاء محطة توليد الكهرباء.

## معرض الوسائط

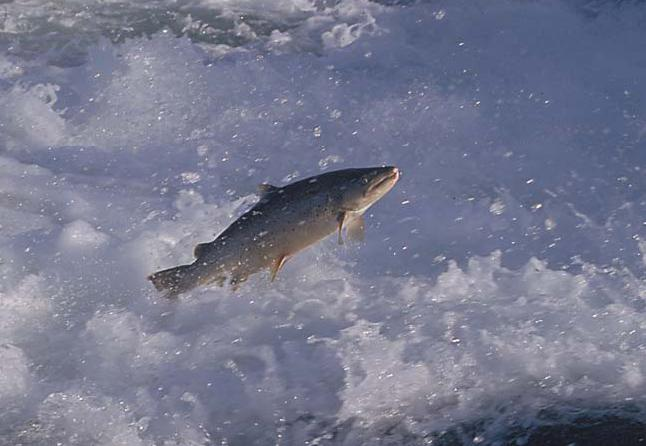
التفريخ Hundertrout
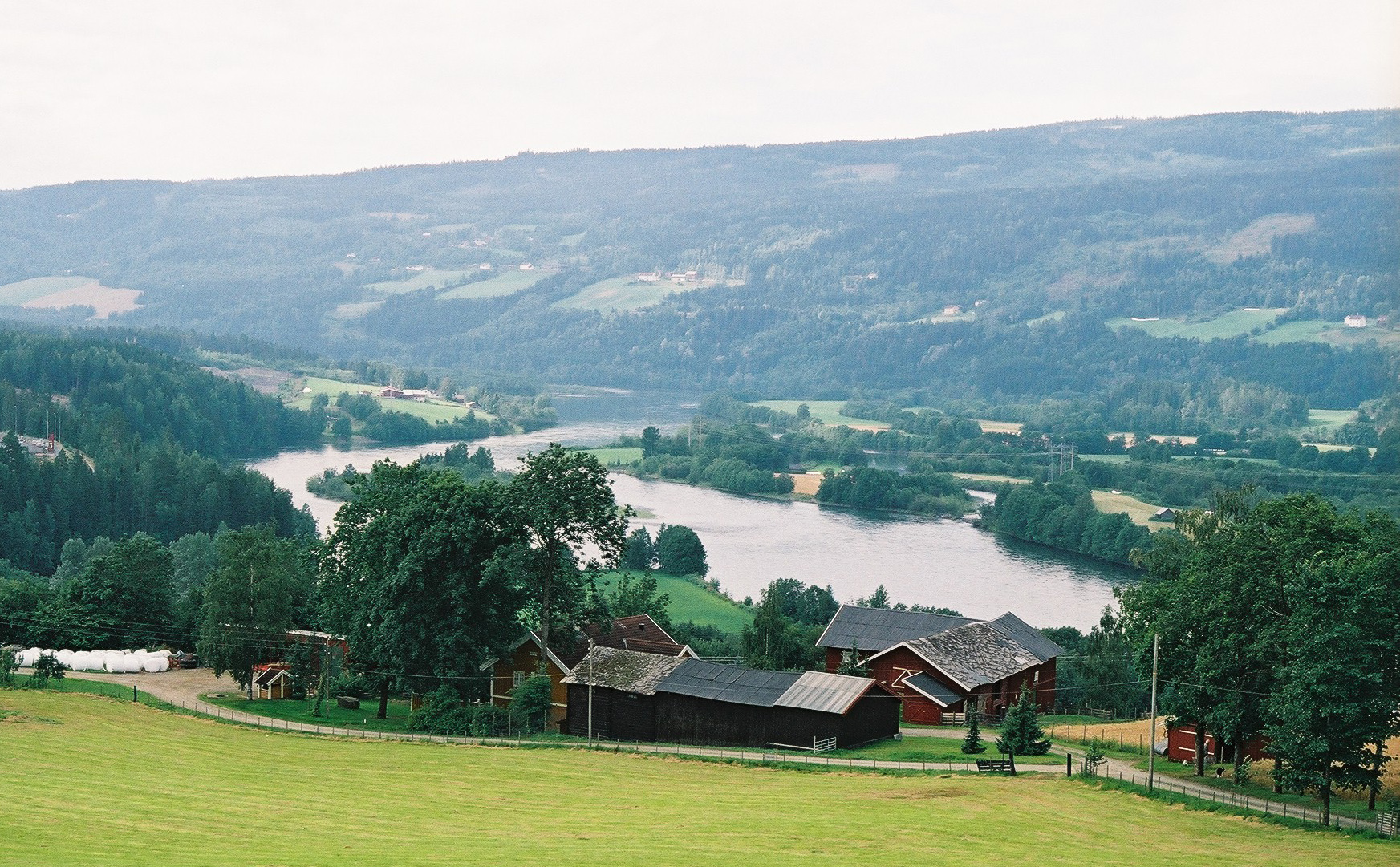
يشكل Gudbrandsdalslågen دلتا حيث يتدفق إلى بحيرة ميوسا
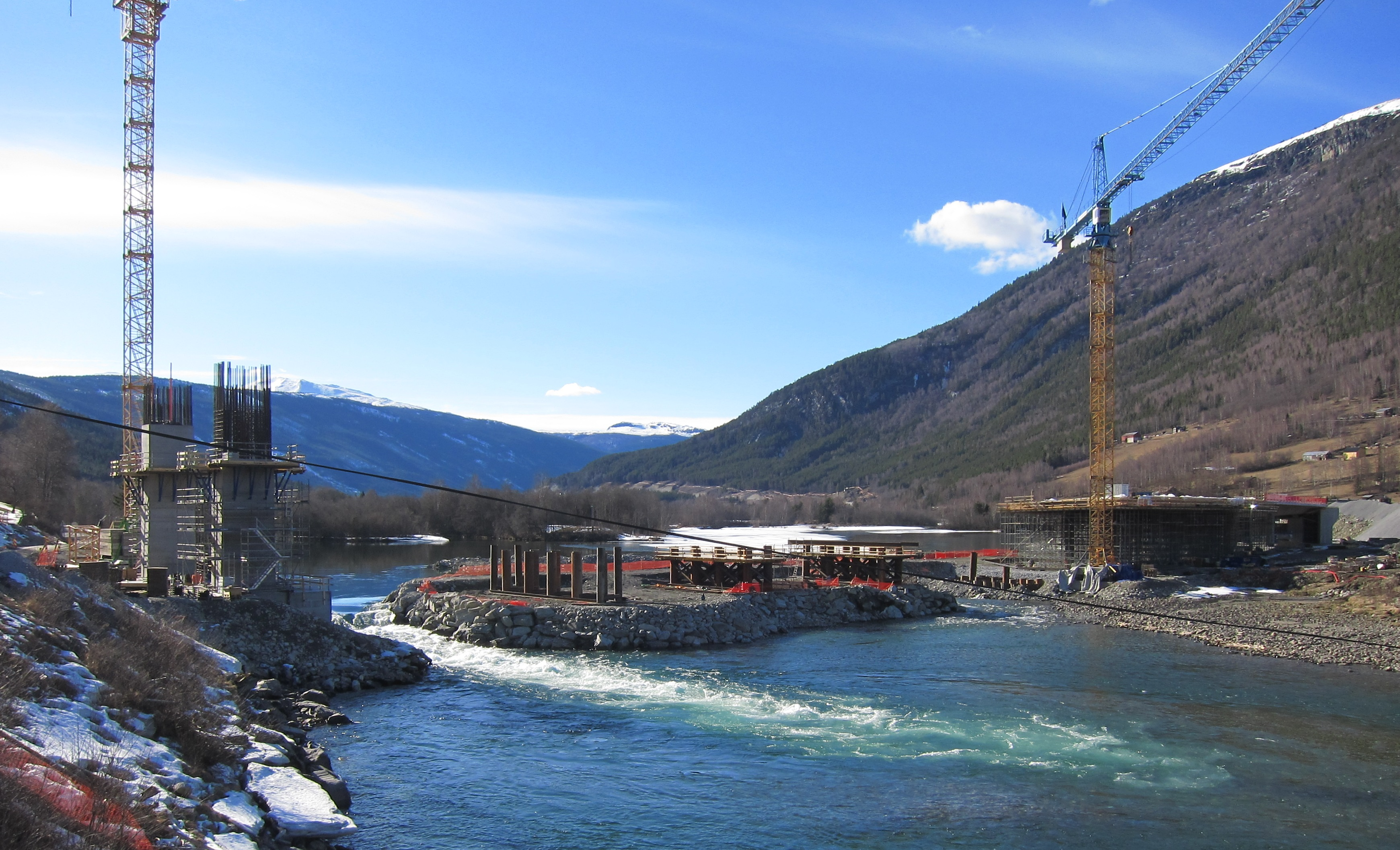
جسر لاغن على الطريق E6 بالقرب من كفام قيد الإنشاء في عام 2015
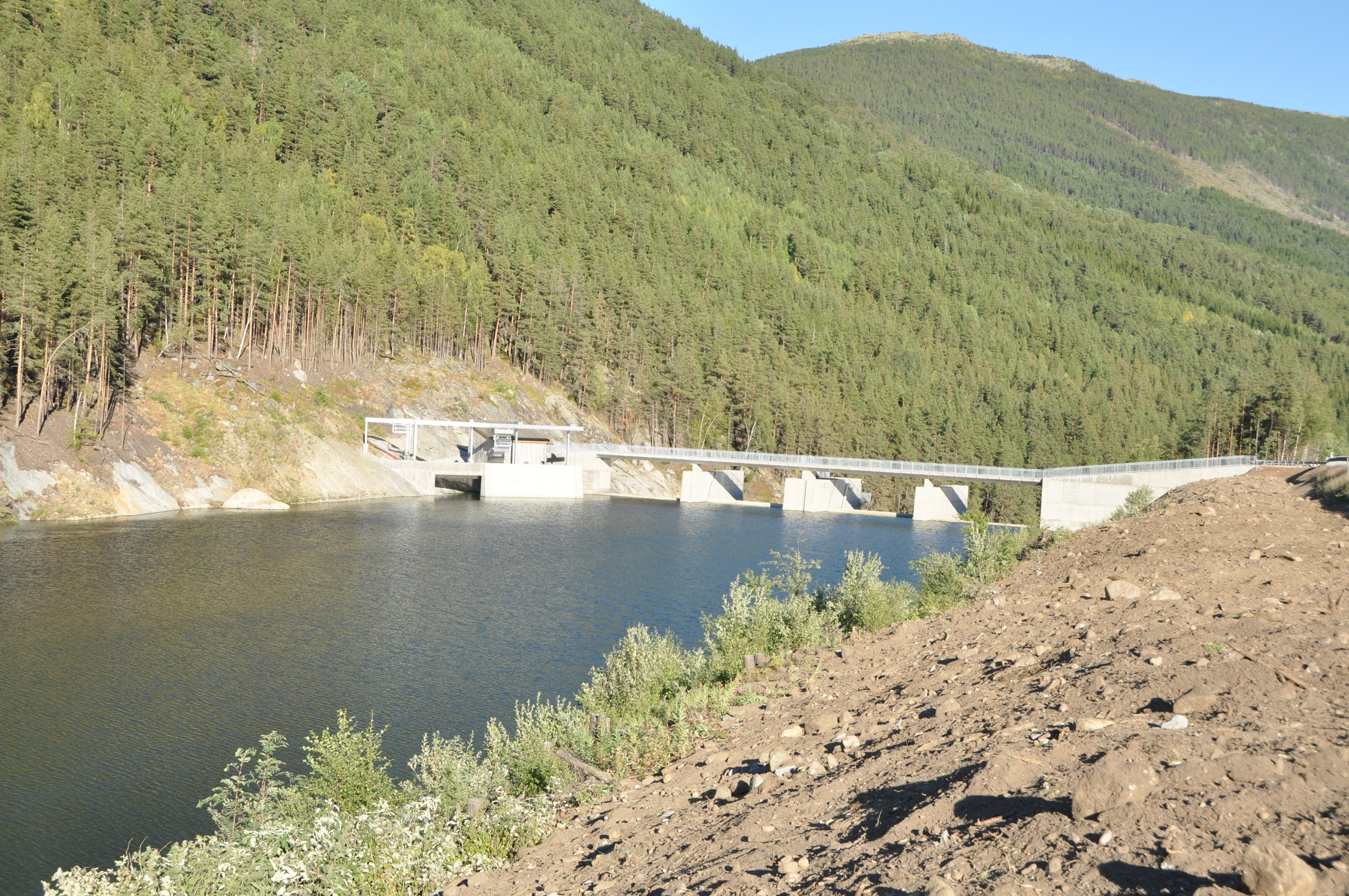
خزان Rosten للطاقة المائية في الجزء العلوي من Lågen

## أنظر أيضاً
- قائمة الأنهار في النرويج
- الأماكن المأهولة على نهر جودبراندسدالسلوجين (فئة)

## القراءة ذات الصلة
- Stagg، Frank Noel (1956). East Norway and its Frontier. London, UK: George Allen and Unvin, Ltd.
- Welle-Strand، Erling (1996). Adventure Roads in Norway. Nortrabooks. ISBN:9788290103717.
- Fullerton، Brian؛ Williams، Alan (1972). Scandinavia, An Introductory Geography. New York, USA: Praeger Publishers.